# Leandro Chetti
Leandro Chetti (23 maggio 1993) è un ex calciatore argentino, di ruolo attaccante.

## Caratteristiche tecniche
È un'ala sinistra.

## Carriera
Cresciuto nelle giovanili del Banfield, esordisce in prima squadra il 17 novembre 2012 subentrando ad Andrés Chávez nei minuti finali del match vinto per 3-1 contro l'Almirante Brown.
Segna la sua prima rete il 26 maggio 2013, fissando il punteggio sul 2-0 contro il Douglas Haig.

## Palmarès
- Campionato argentino di seconda divisione: 1

Banfield: 2013-2014